# Albert Julius Olsson
Albert Julius Olsson, född 1 februari 1864 i London, död 1942 i Dalkey i County Dublin, var en svensk-brittisk målare.
Olsson hade svensk far och engelsk mor och var engelsk medborgare. Han var farbror till konstnären Donald William-Olsson. Åren 1875–1878 var han inskriven vid Karlstads högre allmänna läroverk; därefter studerade han en tid vid Örebro Tekniska Elementarskola. Som målare var han självlärd.
Han var i två decennier bosatt i St Ives i Cornwall där han bodde i ett egenritat hus, St Eia – senare omvandlat till hotell – och drev, först tillsammans med Louis Grier och senare med Algernon Talmage, en målarskola. Bland hans elever fanns Emily Carr, Reginald Guy Kortright och John Anthony Park. På Parissalongen 1903 tilldelades han en guldmedalj.
Han är representerad i engelska och amerikanska samlingar. Bland hans arbeten märks förutom flera marinmålningar verken Vikingar och sirener (1900) och Månbelyst strand (1911, Tate Gallery).
Han var bror till affärsmannen William Olsson.